# Uzdjanka
Uzdjanka (ryska: Уздянка) är ett vattendrag i Belarus.   Det ligger i voblasten Minsks voblast, i den centrala delen av landet, 60 km sydväst om huvudstaden Minsk.
Omgivningarna runt Uzdjanka är en mosaik av jordbruksmark och naturlig växtlighet. Runt Uzdjanka är det ganska glesbefolkat, med 24 invånare per kvadratkilometer.